# SkyUp Airlines
SkyUp Airlines LLC è una compagnia aerea a basso costo e charter ucraina con sede a Kiev, che ha iniziato la sua attività il 21 maggio 2018.

## Storia
Nel 2016, SkyUp è diventata una società registrata a Kiev, in Ucraina. Il 14 dicembre 2017, il ministro delle Infrastrutture Volodymyr Omelyan ha annunciato il lancio di un nuovo vettore aereo privato nazionale chiamato SkyUp Airlines. I principali azionisti della compagnia erano ACS-Ukraine Ltd, Yuri Alba e Tatyana Alba, che possedevano anche il tour operator Join UP!, che avrebbe dovuto collaborare con la compagnia aerea per fornire voli charter per pacchetti vacanza.
I piani per il primo anno includevano la concentrazione sui voli charter internazionali verso destinazioni estive popolari, nonché sui voli di linea all'interno dell'Ucraina e verso diverse destinazioni internazionali. La vendita dei biglietti doveva iniziare nell'aprile 2018. SkyUp intendeva anche collaborare con Ukraine International Airlines.
La compagnia ha iniziato ad operare il 21 maggio 2018 con un volo da Kiev-Zhuliany a Sharm El Sheikh. Nel marzo 2018, SkyUp Airlines e Boeing hanno finalizzato un ordine per l'acquisto di due Boeing 737 MAX 8 e tre Boeing 737 MAX 10 la cui consegna è prevista nel 2023. Inoltre, la compagnia aerea ha la possibilità di acquistare altri cinque aeromobili. Al suo lancio, la compagnia aerea intendeva operare voli charter sia da Kiev-Boryspil che da Kiev-Zhuliany, nonché da Charkiv, Lviv, Odessa e altre città dell'Ucraina verso un totale di sedici destinazioni: Alicante, Antalya, Barcellona, Bodrum, Burgas, Dalaman, Dubai, Hurghada, Larnaca, Palma di Maiorca, Nizza, Rimini, Sharm El Sheikh, Tenerife, Tivat, Tel Aviv e Varna. Dopo l'avvio delle operazioni charter, SkyUp prevedeva di avviare i servizi nazionali da Odessa a Kiev, Kharkiv e Leopoli a fine maggio o all'inizio di giugno 2018. La compagnia intendeva anche operare servizi internazionali da Kiev a Barcellona, Dubai e Larnaca.
Nel febbraio 2019, la compagnia ha annunciato che avrebbe spostato la sua base principale da Zhuliany a Boryspil dall'inizio dell'orario estivo, affermando che la decisione di cambiare l'hub di riferimento era stata presa a causa delle restrizioni alle operazioni all'aeroporto di Zhuliany.
Il 20 febbraio 2020, uno degli aerei della compagnia aerea è stato noleggiato dal governo ucraino per evacuare i cittadini da Wuhan durante la pandemia di COVID-19.

## Flotta
A maggio 2025 la flotta di SkyUp Airlines è così composta: